# Le Teich
Le Teich település Franciaországban, Gironde megyében. Lakosainak száma 9213 fő (2022. január 1.). Le Teich Biganos, Gujan-Mestras, Mios, Salles és Sanguinet községekkel határos.

## Népesség
A település népességének változása:
| Lakosok száma | 1680 | 2946 | 3607 | 6048 | 7155 | 7682 | 7906 | 8500 | 8794 | 9213 |
|               | 1968 | 1982 | 1990 | 2006 | 2013 | 2015 | 2017 | 2019 | 2020 | 2022 |